# Abrahámovce (okres Bardejov)
Abrahámovce jsou obec ve slovenském okrese Bardejov. Žije zde 337 obyvatel. Nachází se zde římskokatolický kostel svaté Anny z 2. poloviny 18. století.

## Historie
První písemné zmínky o obci pochází z roku 1427. Obec v té době patřila zemanům z Raslavic. Koncem 16. století byly Abrahámovce středně velkou vesnicí s výlučně poddanským obyvatelstvem. Převážná většina z nich se zaměřovala na zemědělství. Zemědělský ráz si obec zachovala i po 2. světové válce. Všechna půda v té době patřila soukromníkům, až do roku 1957, kdy došlo ke kolektivizaci.